# Paul Alpers
Paul Heinrich Rudolf Alpers (* 25. November 1887 in Hannover; † 4. Juni 1968 in Celle) war ein deutscher Volkskundler, Gymnasiallehrer und Autor.

## Leben
Paul Alpers wurde in Hannover als Sohn eines Pastors geboren. Nach dem Besuch des hannoverschen Kaiser-Wilhelm-Gymnasiums, an dem er 1906 sein Abitur ablegte, studierte Alpers von Ostern 1906 bis Juli 1911 in Göttingen und Bonn die Fächer Deutsch, alte Sprachen und Religionswissenschaften.
Als Schüler von Edward Schröder wurde er mit der Dissertation Untersuchungen über das alte niederdeutsche Volkslied 1911 promoviert.
Ab Michaelis 1911 leistete er am Johanneum in Lüneburg sein Seminarjahr ab und genügte im Folgejahr seiner Militärpflicht in Hannover. Ab Michaelis 1913 bis 1914 war er Probekandidat an der hannoverschen Leibnizschule und arbeitete anschließend bis zum Kriegsausbruch als wissenschaftlicher Hilfslehrer an der Humboldtschule in Linden. Im Juli 1914 wurde er zum Oberlehrer am Realgymnasium in Berlin-Lankwitz gewählt.
Bereits am Tag der Mobilmachung zum Ersten Weltkrieg rückte Alpers ins Feld, wo er für 3 ½ Jahre in belgische Kriegsgefangenschaft geriet. Schließlich wurde er an die Schweiz ausgeliefert, von wo er im Dezember 1918 nach Deutschland zurückkehrte.
Zu Beginn der Weimarer Republik wirkte Alpers in Berlin zunächst zwei Monate im preußischen Kriegsministerium, bevor er endlich sein Lehramt am Realgymnasium Berlin-Lankwitz antreten konnte, wo er fünf Jahre lang als Studienrat wirkte.
Zu Michaelis 1924 wurde Alpers nach Celle an das staatliche Gymnasium berufen.

## Ehrungen
- Am 25. November 1947 wurde Paul Alpers zum Ehrenmitglied des Heimatbundes Niedersachsen ernannt.[3]
- 1970 wurde die Alpersstraße in Celle nach dem verstorbenen Oberstudienrektor benannt.[4]

## Schriften (Auswahl)
- Untersuchungen über das alte niederdeutsche Volkslied. Soltau, Norden 1911 (zugleich Phil. Dissertation, Universität Göttingen)
- Die alten niederdeutschen Lieder, Hamburg 1924
- Mittellateinisches Lesebuch. Gotha, Perthes 1924
- Das deutsche Volkslied, Nürnberg, Koch 1925
- Das Wienhäuser Liederbuch. Herausgegeben im Auftrag von Gauleiter Oberpräsident Lauterbacher vom Reichspropagandaamt Südhannover-Braunschweig, Reichspropagandaamt Südhannover-Braunschweig, Hannover [1944]
- Das Wienhäuser Liederbuch. In: Niederdeutsches Jahrbuch. Neumünster, Bd. 69/70, 1943–1947, S. 1–41 (textkritische Ausgabe).
- mit Friedrich Barenscheer: Celler Flurnamenbuch. Die Flurnamen der Stadt und des Landkreises Celle. Hrsg. vom Institut für Landesplanung und für Niedersächsische Landeskunde, Göttingen-Hannover, durch Kurt Brüning, Celle 1952 (Nachdruck 1974)